# Salma Assila
Salma Assila, née le 27 janvier 1989, est une karatéka marocaine.

## Carrière
Salma Assila est médaillée de bronze en kata individuel aux Jeux panarabes de 2011 à Doha. Elle obtient la médaille d'or en kata individuel aux Championnats d'Afrique de karaté 2012 à Rabat.